# Nader Sayevar
Nader Mohammadipur Sayevar (in persiano نادر محمّدی‌پور ساعی‌ور‎; Tabriz, 21 luglio 1974) è un regista e sceneggiatore iraniano.

## Biografia
Assistente del regista Jafar Panahi dal 2017, ha vinto il prix du scénario al festival di Cannes per la sceneggiatura del suo Tre volti (2018). Ha esordito alla regia di un lungometraggio nel 2020 con Namo. Come il suo mentore, si concentra sulla dimensione sociale denunciando nei propri film le repressioni politiche e la condizione della donna in Iran, ricorrendo spesso al guerrilla filmmaking per sfuggire alla censura. Nel 2024, il suo terzo film La testimone - Shahed ha vinto il premio del pubblico della sezione Orizzonti Extra alla Mostra del cinema di Venezia.

## Filmografia

### Regista
- Namo (2020)
- No End (2022)
- La testimone - Shahed (Šāhed) (2024)

### Sceneggiatore
- Tre volti (Se rokh), regia di Jafar Panahi (2018)
- Namo (2020)
- No End (2022)
- La testimone - Shahed (Šāhed) (2024)

## Riconoscimenti (parziale)
- Festival di Cannes
  - 2018 – Premio per la miglior sceneggiatura per Tre volti
- Festival di Venezia
  - 2024 – Premio del pubblico (Orizzonti Extra) per La testimone - Shahed